# Wintergarten (Schiffsteil)

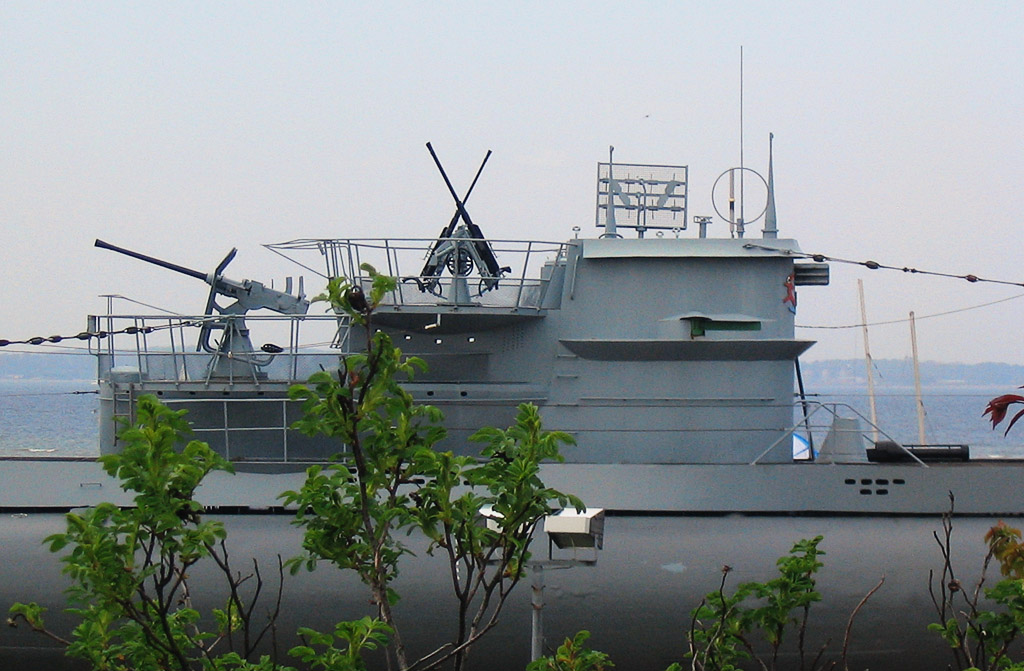
Turm von U 995 mit Wintergärten

Als Wintergarten wurde bei deutschen U-Booten des Zweiten Weltkriegs die Plattform bezeichnet, die sich achtern an den Turm anschloss. Sie diente zur Aufnahme eines Maschinengewehres oder einer Flak zur Flugabwehr. Dies war notwendig, weil sich die U-Boote dieser Zeit meist an der Wasseroberfläche befanden und so schnell auf die Entdeckung durch Aufklärungsflugzeuge oder Torpedobomber reagieren können mussten, falls zum Alarmtauchen nicht genug Zeit blieb.
Die Plattform war von einer nach außen geneigten Reling umgeben und über einen vom Turm nach achtern führenden Gang erreichbar. Bei Modifikationen vor allem auch vom Typ VII in späteren Kriegsjahren wurden teilweise auch zwei „Wintergärten“ hintereinander aufgebaut, wobei der hintere etwas tiefer angesetzt war. Gut zu erkennen ist dies beim einzigen noch erhaltenen Typ-VII-Boot U 995 in Laboe.
Dennoch blieben diese Maßnahmen nur ein verhältnismäßig geringer Schutz gegen die Bedrohung aus dem Luftraum, unter anderem, weil die Flugabwehrkanonen bzw. Maschinengewehre stark rostanfällig waren.
Mit dem Erscheinen der Boote vom Typ XXI wurde der Wintergarten obsolet, da nun die Flugabwehr bei diesem Boot im größer dimensionierten Flakturm untergebracht war. Diese Maßnahme ist vor allem ein Ergebnis im Bestreben, den Strömungswiderstand während der Tauchfahrt zu optimieren, gleichfalls bot die Unterbringung im Turm den Geschützbedienungen mehr Schutz.
Nachteilig dabei zeigte sich eine Einschränkung der Bewegungsfreiheit des Geschützes gegenüber der „freien“ Unterbringung auf dem Wintergarten. Da jedoch die Typ-XXI-Boote durch diverse Modifikationen und wesentlich größere Batterien länger unter Wasser operieren konnten, waren sie der Gefährdung aus dem Luftraum weniger ausgesetzt als frühere Baureihen.
Der Begriff Wintergarten wird noch heute für den achteren Teil des Turmes bei deutschen U-Booten benutzt. Heute befinden sich in der eher wulstförmigen Konstruktion, wie z. B. bei der Klasse 206, Rettungsmittel.
Vom Wintergarten aus wurden für Beobachtungsaufgaben auch motorlose, vom U-Boot geschleppte Kleintragschrauber wie die Focke-Achgelis Fa 330 gestartet.